# Caio Salônio Matídio Patruino
Caio Salônio Matídio Patruino (m. 78; em latim: Gaius Salonius Matidius Patruinus) foi um senador romano que viveu no século I d.C. durante o reinado do imperador romano Vespasiano (r. 69-79).

## História
Patruino veio de uma rica família de status pretoriano da região de Vicetia (moderna Vicenza, no norte da Itália). Por volta de 63, ele se casou com uma nobre de origem hispânica chamada Úlpia Marciana, a irmã mais velha do futuro imperador Trajano. Em 4 de julho de 68, Marciana e Patruino tiveram uma filha, Salonina Matídia.
Ele serviu como pretor e foi admitido no Senado romano através de sua posição. Em 70 ou 71, Patruino possivelmente serviu como governador da Germânia Superior. Quando morreu, em 78, em Roma, Patruino era um sacerdote e servia como membro da Irmandande Arval.
Depois da morte de Patruino, Marciana e Matídia foram viver com Trajano e sua esposa, Pompeia Plotina. Matídia se casou três vezes e deu a Patruino três netas póstumas: a imperatriz Víbia Sabina, esposa do imperador Adriano, e as nobres Matídia Menor e Rupília Faustina.
Os imperadores Marco Aurélio e seu sucessor, Cômodo, estão entre seus descendentes.